# Tarján
Tarján är en ort i Ungern. Den ligger i provinsen Komárom-Esztergom, i den nordvästra delen av landet, 40 km väster om huvudstaden Budapest. Tarján ligger 194 meter över havet och antalet invånare är 2 825.
Terrängen runt Tarján är platt åt sydost, men åt nordväst är den kuperad. Runt Tarján är det ganska tätbefolkat, med 96 invånare per kvadratkilometer. Närmaste större samhälle är Tatabánya, 9,2 km väster om Tarján. Omgivningarna runt Tarján är en mosaik av jordbruksmark och naturlig växtlighet.